# Szandra, a mesenyomozó
A Szandra, a mesenyomozó (eredeti cím: Sandra, detective de cuentos) spanyol televíziós 2D-s számítógépes animációs sorozat, amelyet Myriam Ballesteros alkotott és rendezett. A forgatókönyvet Txema Ocio írta. Spanyolországban a TVE vetítette, Magyarországon az M2 sugározta.

## Ismertető
A főhős Szemfüles Szandra, egy okos kislány, van egy kis manó barátja, Fónak hívják. Olyan napon amikor nincsen tanítási nap, a manó barátjával egy varázsajtón át megy el a mesék földjére. Ezen az érdekes helyen rengeteg sok kalandot él át manó barátjával, és sok nyomozásban van része.

## Szereplők
| Szereplő          | Eredeti hang    | Magyar hang  | Leírás                                               |
| ----------------- | --------------- | ------------ | ---------------------------------------------------- |
| Szemfüles Szandra | Mia Ella Mimica | Dögei Éva    | Szemfüles kislány, a mesék földjén nyomoz.           |
| Fó                | ?               | Szokol Péter | Kis manó, Szandra barátja, segít a nyomozásban.      |
| Raquel            | ?               | Csuha Bori   | Szőke hajú, kék szemű kislány, Szandra osztálytársa. |

További magyar hangok: Bella Levente, Grúber Zita, Papucsek Vilmos, Élő Balázs, Bor László, Potocsny Andor, Dobos Edina, Juhász Dénes, Dömök Edina, Fellegi Lénárd, Török Lajos

## Epizódok
| #   | Magyar cím                 | Eredeti cím                   | Magyar premier (M2)  | Eredeti premier (TVE) |
| --- | -------------------------- | ----------------------------- | -------------------- | --------------------- |
| 1.  | A gonosz farkas            | Lobo malo                     | 2014. augusztus 7.   |                       |
| 2.  | Buborékok                  | Burbujas                      | 2014. augusztus 8.   |                       |
| 3.  | Az aranykulcs              | La llave dorada               | 2014. augusztus 11.  |                       |
| 4.  | A tündérpor                | Polvo de hadas                | 2014. augusztus 12.  |                       |
| 5.  | A bámulatos orr            | Una nariz prodigiosa          | 2014. augusztus 13.  |                       |
| 6.  | Az eltűnt cipellő          | El zapato desaparecido        | 2014. augusztus 14.  |                       |
| 7.  | Erdei gyümölcsök           | Frutas del bosque             | 2014. augusztus 15.  |                       |
| 8.  | Mutasd a mancsod!          | Enséñanos la patita           | 2014. augusztus 18.  |                       |
| 9.  | A pimasz rágcsálók         | Roedores impertinentes        | 2014. augusztus 19.  |                       |
| 10. | Assaf, a varázsló          | Assaf el mago                 | 2014. augusztus 21.  |                       |
| 11. | A királyi tojás            | El huevo real                 | 2014. augusztus 22.  |                       |
| 12. | A békakirályfi             | Ranas                         | 2014. augusztus 25.  |                       |
| 13. | A játékszoba               | El cuarto de los juguetes     | 2014. augusztus 26.  |                       |
| 14. | A rejtélyes szag           | Cuestión de olfato            | 2014. augusztus 27.  |                       |
| 15. | A 22:30-as expressz        | El expreso de las 22:30       | 2014. augusztus 28.  |                       |
| 16. | A mortadella király        | El Rey de la mortadela        | 2014. augusztus 29.  |                       |
| 17. | A három horgony            | Las tres anclas               | 2014. szeptember 1.  |                       |
| 18. | A törvénykívüli macska     | El gato proscrito             | 2014. szeptember 2.  |                       |
| 19. | A varázslat nélküli erdő   | El bosque sin magia           | 2014. szeptember 3.  |                       |
| 20. | Hova tűnt a makk?          | Bellotas                      | 2014. szeptember 4.  |                       |
| 21. | Méz-sampon                 | Champú a la miel              | 2014. szeptember 5.  |                       |
| 22. | A legyőzhetetlen sárkány   | El dragón invencible          | 2014. szeptember 8.  |                       |
| 23. | A rejtélyes kristálygömb   | La misteriosa bola de cristal | 2014. szeptember 9.  |                       |
| 24. | Szandra, a partiszervező   | Fiesta bestial                | 2014. szeptember 10. |                       |
| 25. | A találós kérdés bajnok    | El campeón de los enigmas     | 2014. szeptember 11. |                       |
| 26. | Az élet vize               | El agua de la vida            | 2014. szeptember 12. |                       |
| 27. | Üssed, üssed botocskám!    | Makikakiski                   | 2014. szeptember 15. |                       |
| 28. | A varázsgyár               | La fábrica mágica             | 2014. szeptember 16. |                       |
| 29. | A tiltott szoba            | La habitación prohibida       | 2014. szeptember 17. |                       |
| 30. | A pocsolya hercege         | El príncipe de la charca      | 2014. szeptember 18. |                       |
| 31. | Tökfilkó                   | Simplicius                    | 2014. szeptember 19. |                       |
| 32. | A kupadöntő                | La gran final                 | 2014. szeptember 22. |                       |
| 33. | Az ismétlő szellem         | El fantasma repetidor         | 2014. szeptember 23. |                       |
| 34. | A szerelmes óriások        | Amor gigante                  | 2014. szeptember 24. |                       |
| 35. | Avalon szigete             | La isla de Avalon             | 2014. szeptember 25. |                       |
| 36. | A nagy Mandfredi           | El gran Manfredi              | 2014. szeptember 26. |                       |
| 37. | Feketeszakáll kapitány     | El capitán barbanegra         | 2014. szeptember 29. |                       |
| 38. | A vezető szolgája          | El sirviente del guía         | 2014. szeptember 30. |                       |
| 39. | A titokzatos könyv         | El libro secreto              | 2014. október 1.     |                       |
| 40. | A tó hercegnője            | La princesa del lago          | 2014. október 2.     |                       |
| 41. | A felejthetetlen utazás    | Un viaje inolvidable          | 2014. október 3.     |                       |
| 42. | A mérgezett alma           | La manzana maldita            | 2014. október 6.     |                       |
| 43. | A legfőbb törvény          | La ley suprema                | 2014. október 7.     |                       |
| 44. | A dagi kukac               | El gusano gordo               | 2014. október 8.     |                       |
| 45. | Szépség és a Szörnyeteg    | Más difícil todavía           | 2014. október 9.     |                       |
| 46. | Petúniák                   | Petunias                      | 2014. október 10.    |                       |
| 47. | A császár új ruhája        | Morir de risa                 | 2014. október 13.    |                       |
| 48. | A varázshárfa              | El arpa mágica                | 2014. október 14.    |                       |
| 49. | Fó, a zöld majom           | El mono verde                 | 2014. október 15.    |                       |
| 50. | Fó, az ogretesó            | Hermano ogro                  | 2014. október 16.    |                       |
| 51. | Scolymus, a varázslótanonc | Scolymus                      | 2014. október 17.    |                       |
| 52. | A hercegnőiskola           | Colegio de princesas          | 2014. október 20.    |                       |